# 1581 w polityce

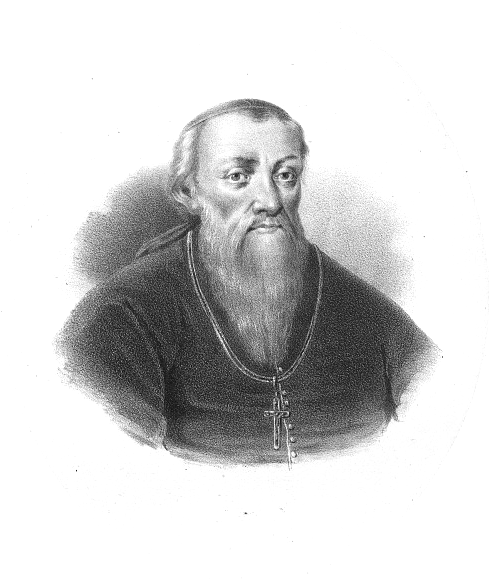
Jakub Uchański

Wydarzenia polityczne w 1581 roku.

## Zmarli
- Jakub Uchański, prymas Polski[1].